# Alcibiade (nome)
Alcibiade  è un nome proprio di persona italiano maschile.

## Varianti in altre lingue
- Catalano: Alcibíades
- Ceco: Alkibiadés[5]
- Croato: Alkibijad
- Greco antico: Ἀλκιβιάδης (Alkibiades)[2][5]
- Inglese: Alcibiades
- Francese: Alkibiades
- Latino: Alcibiades[1]
- Lettone: Alkibiads
- Lituano: Alkibiadas
- Romeno: Alcibiade
- Spagnolo: Alcibíades[5]
- Tedesco: Alkibiades
- Ungherese: Alkibiadész

## Origine e diffusione

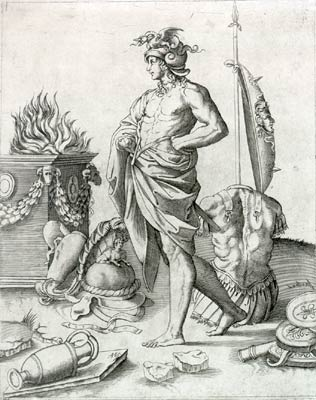
Alcibiade in un'incisione di Agostino Veneziano

È un nome di tradizione storica e letteraria, ricordato soprattutto per essere stato portato dal generale ateniese Alcibiade. Deriva dal greco Ἀλκιβιάδης (Alkibiades), composto da ἀλκὴ (alke, "forza", "coraggio", "protezione", da cui anche Alceste, Alcide, Alcinoo e Alceo) combinato con βία (bia, "violenza", quindi "forte e violento") oppure con βίος (bios, "vita", quindi "vita forte").
Alcune fonti lo considerano invece un patronimico, con il significato di "figlio di Alchibio".

## Onomastico
L'onomastico si può festeggiare il 2 giugno, in memoria di sant'Alcibiade, uno dei martiri di Lione nell'anno 177 (il cui nome viene tramandato da Eusebio di Cesarea nella Storia ecclesiastica, ma è assente dal martirologio moderno).

## Persone
- Alcibiade, generale e politico greco
- Alcibiade di Fegunte, cugino di Alcibiade
- Alcibiade Boratto, politico italiano
- Alcibiade Diamandi, politico greco